# Racisme en France
Le racisme en France prend des formes différentes et peut être appréhendé à l'échelle individuelle ou systémique. Dans le passé, des périodes de racisme d'État ont existé, en particulier pendant la période coloniale. Au début du XXIe siècle, le droit ne crée plus de différence de droit si ce n'est sur la base de la nationalité.
En particulier, en France, il n'existe pas de critère officiel de classification de la population en race. Toutefois, le fichier de police STIC classe les individus recherchés sur la base suivante : blanc (caucasien) ; méditerranéen ; gitan ; moyen-oriental ; nord-africain maghrébin ; asiatique eurasien ; amérindien ; indien (Inde) ; métis-mulâtre ; noir ; polynésien ; mélanésien-canaque ( [sic], la graphie en vigueur étant kanak),.

## Contexte
Le racisme en France, est à la fois simultannément omniprésent et nié, l'idéologie républicaine française: elle nie la validité des catégories de race et ethnicité, ce qui fait en sorte que la France ne peut mesurer statistiquement le racisme à l'aide des indicateurs statistiques usuels. Mame-Fatou Niang fait remarquer qu'il n'y a pas de terme français pour « blackness ».
Malgré l'idéologie républicaine qui dénie la race, et la difficulté de parler du racisme en France, les études démontrent que les descendants d'anciennes colonies françaises sont souvent exclues de la société francaise, et de ce qu'est ou peut être, une personne française

## Législation
La question de la race a fait, au cours de l'histoire de France l'objet de diverses législations.

« Tous les citoyens sont également admissibles à tous les emplois publics, sans autre motif de préférence que leur mérite, et suivant les conditions qui seront fixées par les lois. - Sont abolis à toujours tout titre nobiliaire, toute distinction de naissance, de classe ou de caste. »

— article 10 de la Constitution française de 1848;

« Chacun peut se prévaloir de tous les droits et de toutes les libertés proclamés dans la présente Déclaration, sans distinction aucune, notamment de race, de couleur, de sexe, de langue, de religion, d’opinion politique ou de toute autre opinion, d’origine nationale ou sociale, de fortune, de naissance ou de toute autre situation. »

— article 2 de la  Déclaration universelle des droits de l'homme du 10 décembre 1948

« La jouissance des droits et libertés reconnus dans la présente Convention doit être assurée, sans distinction aucune, fondée notamment sur le sexe, la race, la couleur, la langue, la religion, les opinions politiques ou toutes autres opinions, l'origine nationale ou sociale, l'appartenance à une minorité nationale, la fortune, la naissance ou toute autre situation. »

— article 14 de la Convention européenne de sauvegarde des droits de l’homme et des libertés fondamentales du 4 novembre 1950

## Histoire

### La question de l'esclavage et du métissage

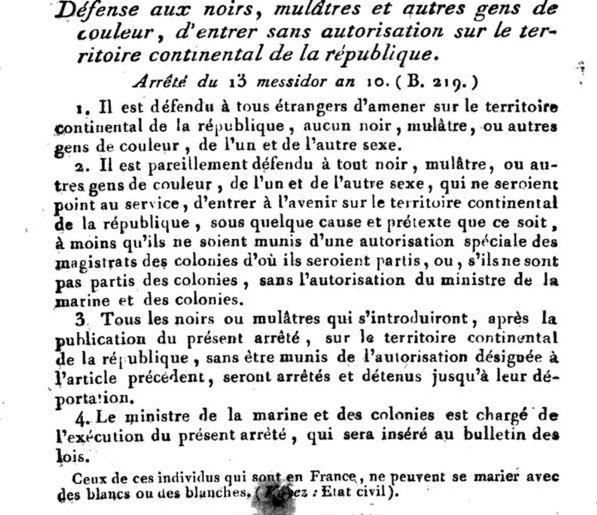
Arrêté consulaire du 13 messidor an X (2 juillet 1802) interdisant aux noirs, mulâtres et gens de couleurs d'entrer en France.

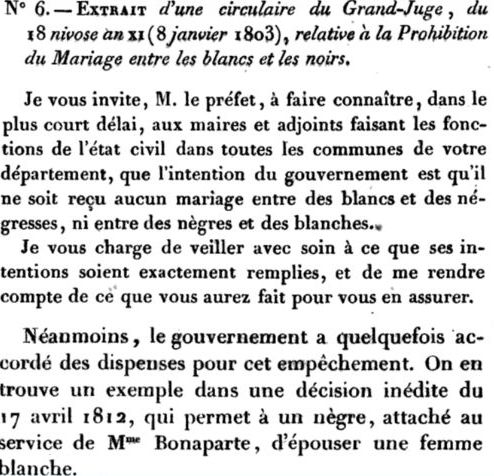
Circulaire du ministre de la justice du 18 nivôse an XI (8 janvier 1803) interdisant aux officiers d’état civil la célébration des mariages entre Blancs et Noirs en France.

Établi dans le but de régir la vie des esclaves noirs dans les colonies françaises des Antilles, le Code noir (1685) a institutionnalisé le racisme en justifiant la mise en esclavage des déportés africains sur les colonies des Antilles et de Guyane. Le Code noir liste les châtiments possibles à l'encontre des esclaves.
À la suite des révoltes d'esclaves dans la colonie de Saint-Domingue, l'esclavage est aboli par la Convention montagnarde en 1794. Huit ans plus tard, en 1802, il est rétabli par Napoléon Bonaparte. L'esclavage reste en vigueur en France jusqu'au décret du 27 avril 1848.
La différence de traitement imposée aux Noirs et « gens de couleur » dans la métropole et aux colonies incitait ces derniers à s'établir en métropole. En 1776, environ 20 000 Noirs vivent en France[réf. souhaitée], essentiellement à Paris et dans les ports. Devant l'ampleur du mouvement, dans le dernier quart du XVIIIe siècle la législation coloniale ségrégative est étendue au territoire du Royaume (France métropolitaine). La Déclaration royale du 9 août 1777 sur la police des Noirs, mulâtres ou autres gens de couleur en France interdit à ces derniers, qu'ils soient libres ou non, l'entrée en France. Cette loi créait un « dépôt de Nègres » dans chaque port qui recevait ceux qui arrivaient en attendant qu'on puisse les renvoyer. L'Arrêt du Conseil d’État du 5 avril 1778 interdit les mariages « interraciaux » entre blancs et noirs ou gens de couleur en France. Selon l'historien Pierre Pluchon « ces mesures, inspirées par une perception négative des Noirs et des Métis, répondent au souci de protéger les Français de la souillure funeste qui menace leur race ». Ces mesures, qui témoignent de la peur croissante du métissage sur le sol français, sont en effet prises après le recensement décidé en 1776 par le ministre de la Marine, Antoine de Sartine qui déclarait les « Nègres se multiplient dans le Royaume... On y favorise leurs mariages avec les Européens ; les maisons publiques en sont infectées ; les couleurs se mêlent, le sang s'altère »,.
Après la loi du 20 mai 1802 rétablissant l'esclavage, des mesures discriminatoires similaires à celles de l'Ancien Régime sont à nouveau prises par Napoléon à l'encontre des Noirs et « gens de couleur » libres sur le territoire métropolitain. Le 29 mai 1802, les officiers de couleur sont exclus de l'armée ; le 2 juillet 1802, le territoire métropolitain est interdit aux Noirs et « gens de couleur » puis le 8 janvier 1803, les mariages interraciaux « entre des blancs et des négresses » et « entre des nègres et des blanches » sont interdits,. Ainsi on pouvait lire dans les Annales périodiques de la ville d'Orléans en 1809 : « Nouvelles de Paris - Des officiers de l'état civil avaient proposé la question de savoir si la défense de recevoir des actes de mariage entre les blancs et les négresses, ou entre des nègres et des blanches, s'étend à ceux que l'on appelle vulgairement mulâtres. Cette question a été soumise à l'autorité ministérielle, qui a décidé que cette défense ne concerne que les nègres proprement dits, et qu'elle n'est point applicable aux mulâtres ou hommes de couleur, qui jouissent, quant au mariage, des mêmes droits que les autres sujets de l'Empire ».
La politique napoléonienne imposa ainsi durant seize années dans la métropole une discrimination à l’égard des Noirs. Ce n'est que sous la Restauration que des mesures anti-esclavagistes et des politiques raciales plus libérales furent mises en place en métropole. En 1818, le comte de Serre, devenu ministre de la Justice, abolit l’interdiction concernant les mariages interraciaux. En août 1818, l’interdiction de voyager pour les « gens de couleur » de condition libre fut également supprimée par une circulaire ministérielle et confirmée en février 1819 par le ministre,.
Les esclaves asiatiques sont péjorativement nommés les "Coolies".

### Théories raciales du XIXe siècle

#### Racisme scientifique
La IIIe République est une période d'institutionnalisation et de formalisation du savoir scientifiques. C'est ainsi que les anthropologistes français sont rassemblés autour de la Société et de l’École d'anthropologie de Paris. Paul Broca lui donne pour mission en 1866 de contribuer à « la description particulière et la détermination des races ». Cette analyse des races est selon l'auteur le domaine spécifique de l'ethnologie, deuxième sous-catégorie dans la science anthropologique. Elle a donc pour fondement idéologique l'idée de l'existence d'une multiplicité de races qu'il s'agit de classifier et d'expliquer. Ces anthropologistes estiment que les races se développent d'abord par l'hérédité. Celle-ci est censée transmettre les caractéristiques physiques, mais aussi morales. Le développement des races est aussi influencé par le milieu de vie et par les métissage. Cette dernière notion les incite à penser qu'il n'existe pas de race pure en Europe, mais seulement des races métissées - au contraire des milieux nationalistes contemporains. A cet égard, l'école de Broca défend que les mélanges raciaux ne se fassent qu'avec des races dites proches. Cette pensée s'accompagne de fait d'une hiérarchie des races. La race dite blanche serait supérieure aux races dites jaune ou noire. Cette hiérarchie est expliquée par des démonstrations pseudo-scientifiques qui rapprochent des caractéristiques physiologiques à des caractéristiques animales. Cependant, nombre de ces scientifiques admettent la difficulté de discerner précisément ces races à cause des métissages.
Cette période se caractérise donc aussi par une formalisation des techniques dites scientifiques qui devaient permettre une analyse plus précise du phénomène des races. L'anthropométrie se construit à cette époque. Broca est aussi l'auteur d'Instructions générales qui définissent les différentes méthodes d'analyse que les étudiants doivent ou peuvent emprunter.

### Racisme de l'entre-deux-guerre

#### Anthropologie raciste
Les anthropologues français s'avèrent critiques à l'égard de l'idée d'une race pure, défendue par les nazis. Contre la propagation de cette idéologie, ils se rassemblent notamment autour de la revue Racisme et Antiracisme de 1937 à 1939 pour proposer une approche dite scientifique du phénomène racial et critiquer la pensée d'une supériorité de la race blanche. Néanmoins, cette critique de l'idée d'une race pure, ne se départ pas pour certains scientifiques de l'idée d'une hiérarchie tout de même existante. C'est ainsi que Henri Neuville utilise le concept de races primitives pour penser l'infériorité des populations humaines plus lointaines à partir de leurs caractéristiques physiques. De même, Jacques Millot, dans ses articles de l'entre-deux-guerres, analyse l'infériorité des personnes noires par exemple à partir de leur capacité crânienne plus réduite qui expliqueraient selon lui qu'ils n'aient que 75 à 80 % de l'intelligence des personnes blanches. Il tient encore ces propos dans l'immédiat après-guerre dans son cours de Physiologie des races humaines à l'Institut d'ethnologie de l'université de Paris.

## Racialisme
Les thèses racialistes, qui tentaient de fonder sur l'autorité de la science l'idéologie raciste, ont été développées en France dès le milieu du XIXe siècle, avec l'Essai sur l'inégalité des races humaines du comte de Gobineau, qui eut une influence importante par la suite. Ce courant a été perpétué par Georges Vacher de Lapouge à la fin du XIXe siècle, Jules Soury ou encore George Montandon et René Martial, auteur des Traits de l'immigration et de la greffe inter-raciale (1931), lors des années 1930.

## Racisme par groupes de population

### Antisémitisme
L'antisémitisme est un racisme ethnique contre toute personne d'origine juive ou plus anciennement une haine religieuse plutôt appelée antijudaïsme. Il a été particulièrement fort lors de l'affaire Dreyfus à la fin du XIXe siècle, puis lors des années 1930, sous Vichy et est de nouveau virulent depuis les années 2000 notamment dans les milieux musulmans pratiquants.

### Racisme anti-noir

#### Rapports de la Commission nationale consultative des droits de l'homme
Le rapport 2019 de la Commission nationale consultative des droits de l'homme (CNCDH) sur la lutte contre le racisme, l'antisémitisme et la xénophobie, publié en juin 2020, comporte une focalisation sur le racisme anti-noir. Il reprend notamment le constat effectué dans le rapport 2018, selon lequel les personnes noires constitueraient une des minorités parmi les plus touchées par les discriminations, tout en étant paradoxalement parmi les minorités les plus acceptées dans les sondages sur la tolérance vis-à-vis des minorités,. Il affirme que « l'ampleur du racisme anti-Noirs est dénoncée depuis longtemps par les associations défendant ces minorités – associations noires, afro-féministes, africaines, afro-caribéennes tout comme par les associations universalistes mobilisées dans la lutte contre le racisme ». Il cite l’enquête Trajectoires et Origines (TeO), qui porte sur les descendants d’immigrés établis en France, qui indiquerait que les descendants de Subsahariens ont 1,3 fois plus de risque de subir des traitements inégalitaires ou des discriminations que la « population majoritaire » et que les Noirs, aux côtés des Maghrébins, subissent plus de discriminations que le reste de la population.
Selon le rapport, le racisme anti-Noirs « s’ancre dans une symbolique des couleurs dans laquelle le sombre est synonyme de mal, par opposition à une supposée pureté du blanc ». Il continuerait de se baser sur des stéréotypes raciaux historiques sur les Noirs, notamment celui de la puissance du corps des Noirs allié à un manque de capacités intellectuelles à l'époque de la colonisation française. Ces stéréotypes auraient un impact dans le monde du travail au XXIe siècle. Le rapport se penche également sur le mythe dit du « bon sauvage » noir à l'époque contemporaine. Les Noirs seraient également altérisés et exotisés, considérés comme venant d'ailleurs, spécifiquement d'Afrique, caractéristiques qui l'emporteraient souvent sur leur citoyenneté française dans les représentations, par exemple. Leur présence sur le territoire français serait sans cesse questionnée au travers notamment du comportement de la police à leur égard, qui contrôlerait plus fréquemment les jeunes hommes noirs. Les personnes noires seraient également victimes de préjugés portant sur leur situation socio-économique et familiale, et considérés généralement issus d’une famille nombreuse, pauvre, peu éduquée et habitant dans des quartiers difficiles. Ces préjugés leur seraient particulièrement préjudiciables pour trouver un logement.
La commission recommande de lutter contre cette forme de racisme en reconnaissant tout d'abord sa spécificité. Elle propose de financer des enquêtes de victimation et des tests de discrimination (en particulier dans les services publics, les commissariats et les gendarmeries), afin de saisir la spécificité du racisme anti-Noirs et de mesurer son évolution. Elle recommande des mesures dans différents domaines, notamment de « favoriser la mise en place de bonnes pratiques pour la représentation médiatique des minorités visibles », où celles-ci comptent pour 17 % de la distribution des rôles. Dans le domaine de l'éducation, elle recommande d’axer davantage les programmes scolaires sur les racines multiculturelles de la France et leurs apports à la culture nationale, en raison du sentiment d'injustice scolaire ressenti par 56% des descendants d'immigrés des pays d'Afrique subsaharienne. De manière plus générale, elle appelle diverses autorités publiques françaises à mettre en place des campagnes de communication pour lutter contre les stéréotypes. Enfin, elle appelle à une « prise de conscience du phénomène par la société dans son ensemble » et une « décolonisation des esprits », et recommande aux individus, particulièrement les personnes blanches, de travailler à leur niveau, citant l’universitaire américaine Peggy McIntosh et sa théorie du privilège des Blancs,.

##### Réactions et analyses
À propos du constat du rapport de 2018 que 58 % des personnes interrogées approuvent l’idée que l’on ne parle pas assez de traites négrières et de l’esclavage, Nona Mayer affirme que c'est précisément cette page de l’histoire liée à la colonisation qui contribuerait à la construction de stéréotypes, expliquant : « Les Noirs sont associés aux vieux stéréotypes colonialistes qui mettent les Noirs dans une position d’infériorité non dangereuse, du genre ‘grands enfants’ ».

#### Rapport du CRAN de 2023
Le Conseil représentatif des associations noires présente en février 2023 un rapport à l'Assemblée nationale sur le racisme, en France métropolitaine, contre la population noire ou « métisse d’ascendance noire ». Selon l'étude, 91% des sondés soutiennent avoir été victime de discrimination raciale dont 85% pour leur couleur de peau. Le rapport présente des chiffres plus spécifiques sur le racisme face à l'emploi, à la police... L'étude présente également un sentiment d'amélioration dans la lutte contre les discriminations.

### Racisme antimaghrébins, anti-arabes et islamophobie
À la suite de la guerre d'Algérie et de l'arrivée massive et quasi-simultanée de musulmans et de pieds-noirs, le racisme antimaghrébin, institutionnalisé depuis des générations en Algérie française, s'est transposé à grande échelle en France métropolitaine. René Gallissot démontre que le racisme colonial, devenu post-colonial, s'est déplacé en métropole et s'est focalisé autour du thème de l'immigration. L'Arabe véhicule deux images contradictoires : le bon Arabe colonisé, travailleur, exploité, tutoyé, peu instruit, et d'un autre côté l'Arabe fanatique, révolté, insolent, instable. De forts liens sont observés entre guerre d'Algérie, pieds-noirs et extrême droite française, notamment dans les débuts du Front national. En 1957, Jean-Marie Le Pen déclarait : « Si vous ne faites pas l'Algérie française, vous aurez la France algérienne »[pertinence contestée]. À partir du début des années 1970 les actes racistes augmentèrent fortement, coïncidant avec la nationalisation des compagnies pétrolières en Algérie. Le journaliste Fausto Giudice a recensé plus de deux cents Maghrébins assassinés lors de crimes racistes et plusieurs centaines d’autres agressés entre 1971 et 1991,. Selon Yvan Gastaut, le racisme est souvent fortement lié aux phénomènes géopolitiques en cours : ainsi une étude de 1993, soit plus de 30 ans après la fin de la guerre d'Algérie, un tiers des répondants évoquent les souvenirs de cette guerre pour expliquer les réactions racistes en France. Pour Fausto Giudice, un mythe fondateur de la Ve république, consistant en « l'arabicide de masse » dans le cadre de la guerre d'Algérie, expliquerait le maintien du racisme anti-maghrébin dans le temps. L'oubli aurait encouragé à répéter contre les immigrés maghrébins « ce que policiers et militaires avaient fait entre 1954 et 1962 ».
L'année 1973 est celle qui a connu le plus grand nombre de meurtres de Maghrébins. Le 25 août 1973, à Marseille, le meurtre d’un conducteur de bus par un immigré algérien, déclenche une série d'agressions à la suite notamment d'un article de Gabriel Domenech dans Le Méridional. Pendant plusieurs mois, des meurtres de Maghrébins vont être commis dans tout le sud de la France. Cette chasse à l’homme culmine le 12 décembre 1973 avec l’attentat du Consulat algérien revendiqué par le Club Charles Martel qui fait quatre morts et plusieurs dizaines de blessés. C’est à la suite de ces événements que le gouvernement algérien décide de suspendre l’émigration en direction de la France. Au total, 52 Maghrébins (essentiellement Algériens) furent tués ou blessés lors de crimes racistes au cours de cette année 1973. En 1975 de nombreux attentats eurent lieu, ôtant la vie à des Algériens, détruisant des locaux de l'Amicale des Algériens, contre le siège d'Air Algérie à Marseille, ou détruisant l'Ambassade d'Algérie à Paris, lors de l'attentat revendiqué par le Club Charles Martel. En octobre 1978 une polémique éclata à la suite de la torture d'un Algérien, Ali Abdou, pendant près de quatre heures par trois hommes racistes dans un bar de Toulouse. Le journal L'Humanité. dénonça notamment "la violence néo-colonialiste contre les immigrés". En 1980 le Consulat d'Algérie à Aubervilliers fut détruit par un attentat revendiqué par le Club Charles Martel. La même année en région parisienne des commandos multiplient les actes racistes. En 1984 un mécanicien algérien fut arrêté et torturé pendant plusieurs heures à l'aide d'une matraque électrique, par un commissaire ayant avoué être partisan de l'Algérie française. En 1988, lors de la fête des anciens combattants d'Afrique du Nord, une ratonnade parodique est organisée dans le village de Montregard, en Haute-Loire, avec des participants déguisés en Arabes, habillés de jellabas et maquillés En 1991, l'assassinat après plusieurs tentatives de Jacques Roseau, ancien de l'OAS, considéré comme un traître par certains, rappela l'importance de la guerre d'Algérie dans les mémoires près de trente ans après l'indépendance algérienne.
Pour plusieurs auteurs, l'islamophobie du XXIe siècle n'est qu'un racisme anti-maghrébin déguisé. Ainsi selon Olivier Roy, « pour beaucoup de gens, la critique de l’islam comme religion permet de reprendre un discours anti-immigration en le « déracialisant ». Au lieu de critiquer les immigrés ou les Arabes, on se réfère aux « musulmans », mais il s’agit bien sûr de la même population ».
Selon The Conversation en 2025, les crimes racistes d'Aboubakar Cissé et de Hichem Miraoui à Puget-sur-Argens, où des personnalités politiques et médiatiques répugnent à utiliser le terme d'islamophobie, démontre un « air du temps anti-musulmans ». Selon le média, « l’islamophobie d’atmosphère, l’antisémitisme d’atmosphère, mais aussi la xénophobie d’atmosphère se présentent comme des modalités de l’aimantation des débats publics par les extrêmes droites » avec également une « concurrence entre les combats contre l’antisémitisme et contre l’islamophobie » qui constitue « un terrain de développement » du confusionnisme. De janvier à mai 2025, les signalements des actes islamophobes et de racisme « anti-arabes » ont augmenté de 29% comparé à 2024 selon SOS Racisme après une baisse de même proportion en 2024 selon le ministère de l'intérieur. Les associations antiracistes estiment que les faits antimusulmans font l’objet d’une sous-estimation.

### Antitsiganisme
En 2013, les propos de Manuel Valls (alors ministre de l'Intérieur), sur le caractère inassimilable des populations Roms, suscitent un scandale. Ils interviennent dans la foulée de ceux de Gilles Bourdouleix, député-maire de Cholet : « Hitler n’en a peut-être pas tué assez ». Il s'agirait d'une réhabilitation du racisme « à l'ancienne ». En août 2014, la cour d'appel d'Angers condamne Gilles Bourdouleix à une amende de 3 000 euros pour apologie de crime contre l'humanité (en première instance, l'amende était avec sursis). En décembre 2015, la Cour de cassation annule sa condamnation, estimant que les propos ont été tenus « dans des circonstances exclusives de toute volonté de les rendre publics ».
En février 2024, une femme rom est tuée chez elle en Haute-Savoie. Les deux chasseurs, de 26 et 30 ans, sont mis en examen le 7 juin 2024 pour « meurtre et tentative de meurtre commis en raison de la race, l’ethnie, la nation ou la religion ».

### Autres formes de racisme en France
En France, d'autres racismes sont aussi identifiés. On peut notamment citer le racisme anti-allemand, anti-turc (qui fait écho au racisme anti-musulman), ainsi qu'au racisme anti-asiatique, et plus particulièrement le racisme anti-chinois. Ces types de racismes, malgré leur faible médiatisation, sont pourtant importants et une partie non-négligeable de la population y est sujette[réf. nécessaire].
L’existence du racisme anti-blanc en France est sujet à débat. En 2014, la Cour d'appel de Paris a retenu la circonstance aggravante de racisme dans le cas d'une agression où les insultes « sale Blanc » et « sale Français » avait été proférées. Une musique de Nick Conrad a également provoqué la polémique avec son titre « Pendez les Blancs ». 47 % des Français considèrent que cette forme de racisme existe.

## Fracture coloniale
Selon les historiens Nicolas Bancel, Pascal Blanchard et Sandrine Lemaire il existe une fracture coloniale en France : l'incapacité française à étudier son histoire coloniale, il y a par exemple très peu de musées qui sont consacrés aux colonies. Or sans une vraie analyse, on ne peut selon eux pas déconstruire les idéologies véhiculées à l'époque coloniale. Pour eux, ce retour n'a pas été fait et nous ne vivons pas tout à fait dans un monde post-colonial : il n'y a pas encore eu de rupture. Cette idée de fracture coloniale se réfère aux études postcoloniales,.

## Réglementation

### Répression des actes racistes en droit français
La loi de 1972 dite « loi Pleven » condamne, pour la première fois, l'incitation à la haine par des propos ou des écrits tenus en public. Auparavant, seul l'appel à commettre des délits ou des crimes était réprimée, plus ou moins gravement selon la gravité des crimes et que cette incitation était suivie d'effet.
En 1990, la Loi tendant à réprimer tout acte raciste, antisémite ou xénophobe, dite « Loi Gayssot » est introduite.
La Commission nationale consultative des droits de l'homme (CNCDH) est chargée à partir de 1990 par la Loi tendant à réprimer tout acte raciste, antisémite ou xénophobe (dite « Loi Gayssot ») de rédiger un rapport annuel sur la lutte contre ces actes.

## Chiffres

### Statistiques

#### En 2004
D'après les renseignements généraux, il y a eu 1 513 faits racistes déclarés, dont 361 violents en France en 2004. Ils étaient 833 en 2003 et 1 313 en 2002. Les faits antisémites sont les plus nombreux (950 en 2004) dont 199 actes violents. La région parisienne est la plus affectée. Les actes anti-maghrébins ont connu une forte augmentation en 2004 (563 faits parmi lesquels 162 violents). Les profanations de cimetières et les atteintes aux mosquées se sont multipliées.

#### En 2007
Pour sa part, la Commission nationale consultative des droits de l'homme dresse pour l’année 2007 un tableau des manifestations de racisme, antisémitisme et xénophobie. La diminution des actes racistes et antisémites constatée en 2005 et 2006 semble se poursuivre, ces derniers sont en outre de plus en plus pris en compte par les autorités judiciaires. Les violences et menaces à caractère raciste et xénophobe sont pour l’année 2007 en baisse de 9 %, les personnes d’origine maghrébine étant les plus touchées à la fois par les actes racistes (68 % de la violence raciste est dirigée contre la communauté maghrébine) et les menaces racistes (60 % du volume global). Le rapport constate que la lutte contre l’antisémitisme porte ses fruits : 386 faits ont été recensés en 2007 contre 571 en 2006 (- 32,5 %), après une nette augmentation entre 2005 et 2006.

#### En 2016
Après une forte hausse en 2015, consécutive aux attentats de janvier 2015 (808 actes antisémites et 429 actes anti-musulmans sur l'année), les actes antisémites diminuent de 61 % et les actes antimusulmans de 52 % sur les dix premiers mois de 2016. En parallèle, une forte hausse des atteintes aux sites chrétiens est relevée : 949 en 2016 (+ 17,4 »% par rapport à 2015), ce qui correspond à environ 90 % des atteintes aux lieux de culte de toutes confessions confondues.

#### En 2022
Selon le rapport de 2022 de la Commission nationale consultative des droits de l’homme, la tolérance progresse en France malgré une persistance du racisme et des comportements ou pensées xénophobes.
En décembre 2022, le Comité de l'ONU pour l'élimination de la discrimination raciale (Cerd) se dit "préoccupé" par "la persistance et l'ampleur des discours à caractère raciste et discriminatoire en France, notamment dans les médias et sur internet". Au terme de l'examen périodique de la politique de la France envers ses minorités, les experts indépendants du Cerd ont émis une série d'observations et recommandations. Ils s'inquiètent du "discours politique raciste tenu par des responsables politiques", dont les noms ne sont pas cités, à l'égard de certaines minorités, en particulier les Roms, les gens du voyage, les personnes africaines ou d'ascendance africaine ou nord-africaine.

#### En 2024
Selon le rapport de 2024 de la Commission nationale consultative des droits de l’homme, le rapport relève une très grande intolérance à l'égard des minorités et une forte augmentation des actes racistes en France :
| Affirmation du questionnaire | il y a trop d’immigrés aujourd’hui en France | l’islam est une menace contre l’identité de la France | les Juifs ont un rapport particulier à l’argent | ce sont avant tout les personnes d’origine étrangère qui ne se donnent pas les moyens de s’intégrer | les enfants d’immigrés nés en France ne sont pas vraiment français |
| Réponse par " oui" par année |                                              |                                                       |                                                 | |                                                                    |
| ---------------------------- | -------------------------------------------- | ----------------------------------------------------- | ----------------------------------------------- | --------------------------------------------------------------------------------------------------- | ------------------------------------------------------------------ |
| 2019                         | 51,9 %                                       | 44,7 %                                                | 34,1 %                                          | 43,1 %                                                                                              | 25,4 %                                                             |
| 2022                         | 48,8 %                                       | 38 %                                                  | 37 %                                            | 36,7 %                                                                                              | 20,1 %                                                             |

#### En 2025
Le 3 juillet 2025, dans une publication du ministère français de l'Intérieur, qui recense les actes racistes commis durant la période janvier-mai 2025, l'on constate que les actes antimusulmans ont augmenté de 75 % par rapport à 2024, avec un triplement des atteintes aux personnes. Par ailleurs, les actes antisémites ont diminué de 24 %, avec un total de 504 actes antisémites enregistrés sur la période janvier-mai 2025, contre 662 sur la même période en 2024. Ils restent toutefois en augmentation de 134 % par rapport à janvier-mai 2023. Enfin, 322 actes antichrétiens ont été enregistrés en 2025, contre 284 sur la même période en 2024, soit une hausse de 13 %, avec une écrasant majorité (84 %) d'atteintes aux biens,.

### La France et l'Europe
Selon une étude suédoise, la France est l’un des pays les plus racistes d’Europe. En effet, 22,7 % des Français ne veulent pas d’un voisin d’une autre « race » que la leur,.
Selon un rapport publié par la CNCDH le 1er avril 2014, 35 % des Français se disent racistes (9 % se disent « plutôt racistes » et 26 % « un peu racistes »). D'autre part, 87 % des Français considèrent que les Roms constituent un « groupe à part ». Ce pourcentage est de 82 % pour les gens du voyage, 56 % pour les musulmans, 46 % pour les Maghrébins, 41 % pour les Asiatiques, 31 % pour les Juifs, les Noirs étant les mieux acceptés avec 23 % des Français qui considèrent qu'ils constituent un « groupe à part ». 14 % des Français pensent qu'il y a des « races » supérieures à d'autres et 80 % estiment que les personnes qui tiennent publiquement des propos racistes, comme « sale noir », doivent être condamnées sévèrement par la justice,.

### École
Sur l'année scolaire 2023-2024, le ministère de l'Éducation nationale démontre une hausse de 186% des actes à caractère raciste et antisémite (passés de 1270 à 3630), par rapport à l'an dernier, dans les enseignements primaire et secondaire. Sur cette même échelle de temps, les actions racistes ont été multipliées par près de 2 (progressant de 870 à 1960) et les actions antisémites par un peu plus de 4 (évoluant de 400 à 1670). "Le déclenchement du conflit israélo-palestinien du 7 octobre 2023 et son impact en France est évidemment à prendre en compte dans l'explication de ces chiffres, qui sont en forte hausse par rapport à l'année précédente", a précisé le ministère à la presse.

### Contrôle d’identité
Le 24 juin 2025, Une enquête du Défenseur des droits publiée, un quart des Français ont été soumis à un contrôle d’identité depuis 2019. Les jeunes hommes perçus comme « noirs, arabes ou maghrébins » y sont exposés quatre fois plus que le reste de la population.